# SD頑駄無 武者○伝III
SD頑駄無 武者○伝III（エスディーがんだむ むしゃまるでんスリー）は、武者ガンダムシリーズの第15作である。

## 概要
武者○伝参武作の完結編。前二作同様コミックボンボンでの連載が中心。デザインは従来同様ガンダムタイプであるがシリーズで初めて敵方のキャラクターが主人公となった。
主人公を始めとする登場キャラクターの一部は『機動戦士ガンダムSEED』系列のキャラクターや兵器がモチーフ。過去のシリーズのキャラクターは登場しなくなったが、前二作の主要キャラクターは引き続き登場している。
前二作が天馬の国（現代日本）を舞台としていたのに対し、本作では武者ガンダムの世界である天宮（アーク）が舞台となっている。
本作にて武者ガンダムは「水が苦手」ということが判明した。

## 登場人物
括弧内はモチーフとなった兵器・キャラクター。ただし、モチーフについて公式には発表されていないので諸説ある。モチーフが明確ではないキャラクターに関しては誤解を避ける為記載しないものとする。

### 主人公
バッキー / 破牙丸＜バキマル＞（ガンダムアストレイレッドフレーム）
卵から生まれた破異武立闘のプリンス。本来の名は破牙魔R-01。前作の最終決戦時に神武兜頑駄無の武者魂の強大さを身をもって味わったことから、武者魂を強さの源と認識して追い求める。頭部のコード状部分は破異武立闘のヒエラルキーの高さが長さとしてあらわれるためプリンスであるバッキーはとても長い。
メモリーの入った種をマサキに食べられてしまい自らの使命を思い出せず、迎えにやってきた三鬼道衆・磁武械に反乱分子＜ウイルス＞として認識されてしまった。種を食べなかったためスタミナに欠ける。
はるか昔に天宮を救った三人の若武者の生まれ変わり。剣は装備しているが、拳による格闘戦を好む。カマボコが好物。必殺技は獣王武神形態から放つ破牙苦羅手（バキクラッシュ）。
武ちゃ丸、ワカと比べて、武者への変身の前後での人格の変化が非常に少なく、普段から好戦的で活発な性格をしている。
武器は破牙無礼怒＜バキブレード＞
BB戦士 No.247
超将 爆牙＜バッキ＞
破牙丸が鳳凰似帝大将軍の力を借り、鳳凰似帝発動させた姿。他の三将軍に比べ、格闘能力に優れる。必殺技は鳳凰似帝戦術（トリニティアーツ） 爆牙烈断。
武器は北砕の牙・志止王神、南斬の爪・流王神。
BB戦士 No.258（鳳凰似帝大将軍）。
超将軍 闘我＜トウガ＞
破牙丸が自らの強い意志で武者魂を欲し、『武者獲得』した姿。破異武立闘から武者に転身しており、武者魂を発揮できる。全身に"天馬の国沈没エネルギー"を宿しており、鳳凰似帝発動状態では無いにもかかわらず、その能力を上回る力を持つ。必殺技は超獣王武人形態から放つ闘我刃明日闘（トウガバースト）、漫画版では神将暴大のヘッドギアの上に角を付けたような、キットでは改造不可欠な形態を取り、全身の武者魂を角に一転集中させ巨大化し、敵に突進する閃光突貫斬も使う。模型店などの発売予告ポスターでは『闘う我に敵は無し!』というキャッチフレーズが付いていたが、発売時には『武者獲得』に差し変わっていた。
武器は闘我無礼怒＜トウガブレード＞
BB戦士No.260。
BB戦士No.247破牙丸の胸部には、胸鎧をはめ込むためと思われる穴が空いていたが、パワーアップ形態である超将軍 闘牙に同パーツが流用される事はなかった。
神将暴大＜シンショウボウダイ＞
武者獲得した破牙丸のもう一つの戦闘形態。より格闘戦に特化した形態だそうだが、漫画本編にも登場せず詳細は不明。説明書の漫画には超将軍形態への途中変化のように描かれていた。
マサキ
天馬の国の少年。常に笑顔を絶やさないとぼけた少年。前二作の登場人物とは天宮や富士山で会うまで接点は無かった。
博士号を持った天才少年で、その行動はどこかつかみどころがないが、抜け目のない面を持つ。破牙丸と初めて対面した時も、「殺す」などと脅されているにもかかわらず友達になろうとするなど、肝が据わっている。
破牙魔の種を誤って食べてしまい、消化されずに出てきた物もにおいが強すぎてバッキーには食べられない代物になってしまった。バッキーと仲直りするためにその種を鉢植えに植えたところ、その種が発芽して出来た新たな種を作れるようになった。マサキはこれを適時破牙丸に渡しており、何度も彼の危機を救っているが、与える肥料によってこの種の効果は異なるようで、ピンチに陥ることも少なくなかった。
彼の想いが籠もった涙を受けた種を破牙丸が食べた時には、圧倒的な実力差のあったR-02（ゴールドフレーム）を退けている。また、彼の種を食べ続けた事が、後に破牙丸が『武者獲得』に成功するのに大きく寄進したといわれる。
30年後の後日談である「武者○伝外伝26」（BB戦士No.260超将軍 闘我のコミックワールド）では、息子のクリスが登場している。

### 天宮

#### 三人の若武者
はるか昔に天宮を救った三人の若武者の生まれ変わり達。バッキーについては上記参照。共に○伝1と2の主人公。
武ちゃ丸 / むちゃトロ
『武者○伝』の主人公。破異武立闘がまいた武者を破異武立闘化する種を食べて破異武立闘化してしまい、本和神城で暴れ、さらに赤備えの鎧を盗んでお尋ね者になってしまった。破異武立闘化の影響で鎧の装着ができなくなっていたが、マサキが作った種を食べたことで体内の種が除去され、赤備えの鎧（ゾナー）と合体して武者○秘将軍となった。名乗っていたむちゃトロという名前はクワトロ・バジーナのパロディで、キットではクワトロの様なサングラスのシールのみ付属している（逆に武者丸や武王頑駄無と異なり、通常の目のシールは無い）が、漫画版では（むちゃトロとしての）初登場時を除き、終始素顔で登場している。
ゾナー / 赤備えの鎧
赤備えの鎧の化身。鳴き声は「ゾナー」。言う事を聞かないブオーの代わりに手に入れたハズが、ブオーよりも自我が強く、更に扱いが難しいらしい。
武者○秘将軍
むちゃトロが赤備えの鎧（ゾナー）と合身し、武者将覚醒（むしゃしょうがくせい）した姿。突来四連打（つらいしれんだ）というファンネルのような銃など、特殊な装備が多い。必殺技は名刀：運知大（うんしだい）から放たれる頑駄無流秘奥義 ○秘無刀斬、本来は運知大が"当たり"の場合でしか放てないが、『刀身があると思えば、ある!!!』と、ハズレの場合でも武者魂によるビームの刃を放出させ放つ。また、武者魂により大起動する最善門＜さいぜんもん＞（オーキス）と合体。一斉照射は、敵艦隊を全滅させる程の威力を持つが最善門自体が使い捨ての兵器の為、1分以内に大起動前の状態に戻さなければ自爆する。
武器は運知大アタリ、運知大ハズレ、赤群兵。
BB戦士 No.255。
武炒丸翔軍＜ムチャマルしょうぐん＞
武者丸が鳳凰似帝発動した姿。他の三将軍に比べ、剣技に優れる。劇中での活躍は少なかった。
武器は西断の大刀・純王神
BB戦士 No.258（鳳凰似帝大将軍）
ワカ
『武者○伝2』の主人公である大将軍の息子。はるか昔に天宮を救った三人の若武者の生まれ変わりであり、同じく若武者の生まれ変わりであるバッキー、武ちゃ丸と融合し鳳凰似帝大将軍となる。
神武兜頑駄無 99式重機動装甲・兵羅塊守＜カブトガンダム きゅうじゅうきゅうしきヘビーアーマー・ヘラクレス＞
悩威影が烈帝城を襲撃した際それを食い止めるために装備した一時的な追加重機動装甲。悩威影を受け止めるほどのパワーがあるが耐え切れず烈帝城と共に押しつぶされてしまう。だがそれが結果的に鳳凰似帝発動のきっかけとなった。尚この後、神武兜がどうなったかについては不明である。
珀神丸大将軍＜びゃくしんまるだいしょうぐん＞
ワカが鳳凰似帝発動した姿。他の三将軍に比べ、火力に優れる。必殺技は背中に天馬の国の富士山から送られた想いの力（天馬の国沈没エネルギー）のこもった光翼刀を背負い発動する八光の陣：八紘大光翼（ハッコウダイコウヨク）。八紘大光翼時には、二度目の鳳凰似帝発動をしており、この形態がワカ単体での最強形態とされている。
武器は白仁剣、白義剣、青礼槍、青智槍、黄信刃、黄忠刃、鉄考筒、鉄悌筒が付いた光翼刀、東導の軍配・采王神、陰影滅消巨砲。
BB戦士 No.258（鳳凰似帝大将軍）
鳳凰似帝大将軍＜トリニティだいしょうぐん＞
珀神丸大将軍、武炒丸翔軍、超将 爆牙が武者魂勝牙神（むしゃこんじょうがっしん）した姿。はるか昔に天宮を救った三人の若武者が変身したとされる大巨人の生まれ変わり。武炒丸が中心の時は野ッ突化大将軍（やっつけだいしょうぐん）、爆牙が中心の時は裂ッ駆離大将軍（ざっくりだいしょうぐん）となる。鳳凰形態の名称は三部作を意味する「鳳凰炉治意（トリロジー）」。必殺技は拳から放たれる超天動奥義・鳳凰双翼撃と、鳳凰を召喚し、刀から放たれる超弩級奥義・鳳凰無限界。
武器は光翼刀と陰影滅消巨砲、東導の軍配・采王神、西断の大刀・純王神、北砕の牙・志止王神、南斬の爪・流王神。
BB戦士 No.258。鳳凰似帝の武具は、武侍丸・鉄板丸・努貫丸・神槍丸・火威獣丸・蒼天丸・紅天丸・機王・鎧王・光斧雷・零覇利法士に装備させることができる。

#### 大将軍家
二代目大将軍家が途絶えた刕覇大将軍以降の時代において登場した三代目大将軍家。
トノ / 火威獣丸＜カイジュウマル＞

ワカの兄。幼い頃、円従烏賊族（マルジュウイカゾク）と和平を結ぶために引渡され、野生で育った。円従烏賊と合体して火威獣丸となる。必殺技は火威獣殺法 貫鉄転火。
武器は戯斬銀、追野斧。
BB戦士 No.256。
大将軍
トノとワカの父であり、天宮を治める大将軍。本来の名前は不明。首都にある本和神城を脱出して「氷の亜名刃遺武山」に本陣を築いていた。作中でも戦闘に参加せずシルエットのみの登場となっている。

#### 頑駄無軍団
武侍丸＜ブシマル＞（ストライクガンダム）
頑駄無流正段抜刀派の正統後継者である武者。荒鬼頑駄無の子孫。
必殺技は頑駄無流正段抜刀派奥義 一刀両断翔逐敗。
武器は一刀松、追竹火、梅狽、余クナイ。
BB戦士 No.249。この商品の胸部分には、パワーアップ形態の胸部鎧を取り付ける為と思われる穴が空いていたが、パワーアップ形態は発売されなかった。
鉄板丸＜ブリキマル＞
頑駄無流機王派のNEO鉄機武者で天宮の工場、具和殿輪亜駆守を警護している。全身に武器を装備しているが、真の力は鎧を排除した規制解除活性化形態（アクティベイトモード）で発揮する。破城鎚戦車形態（クラッシュタンクモード）にも変形可能。必殺技は頑駄無流機王派奥義 断突。
武器は木鍛刀。
BB戦士 No.250。
ドンちゃん / 努貫丸＜ドッカンマル＞
鎧工廠で働く鎧職人（よろいマイスター）。呼突誇工具（コツコツール）を装着して怒貫丸となる。必殺技は粉砕万力（クラッシュバイス）形態で放つ勧善武運開 場覧化乱（バランバラン）。
武器は実久利ヤットコ、ハンマー、必図金槌、試験武具＜チェックウェポン＞。
BB戦士 No.253。武零斗頑駄無の部品が流用されている。
護国寺博士
烈帝城の地下に眠っていたマントをまとった姿の謎の「ぷろぐらむ」。武ちゃ丸とは武者○伝でブオーを授けたため面識がある。3人の鳳凰似帝発動と超合神を導いた。

### 影舞乱夢
神槍丸＜シンソウマル＞
元影舞乱夢の防衛隊長。現在は天宮の公儀飛脚代理を務める。「マジっすか！？」が口癖。必殺技は龍帝槍術奥義 龍牙大点穴など。
武器は不穏不乱峠にある村の滝で入手した槍・天宮乱無＜アークラム＞。
BB戦士 No.252。
ソーテン / 蒼天丸＜ソウテンマル＞
鎧工廠の厨房で働く料理人兄弟の兄。元影舞乱無の諜報部員。語尾は「～だロン」。弟・紅天丸と合体して荒烈麒麟となる。
武器は天斬と烈斬。天斬と烈斬が合体してシステム包丁・素天裂酢＜ステンレス＞となる。二人の武具を合体すると鍋になる。
BB戦士 No.254。紅天丸とセット。
コーテン / 紅天丸＜コウテンマル＞

鎧工廠の厨房で働く料理人兄弟の弟。元影舞乱無の諜報部員。語尾は「～だポン」。兄・蒼天丸と合体して荒烈麒麟となる。ちなみに兄弟が力を合わせて作った料理は絶品だが、それぞれで作った料理は武者たちが失神するほどのマズさ。
武器は熱闘塩怒駆、灼鬼甘雷鬼。二人の武具を合体すると鍋になる。
BB戦士 No.254。蒼天丸とセット。
荒烈麒麟＜コレッキリン＞
蒼天丸と紅天丸が強大合体をした姿。さらに武装を装備する事で怒麒麟（ドッキリン）となる。怒貫丸から「そうとうな実力」と言われたが、劇中での合体は2回、しかも2回目はわずか1コマの出番であった。
BB戦士 No.254。

### 破異武立闘
前作では叛多亜武者の中にある破異武立闘派として、従来の叛多亜武者(號號・烈號等)と敵対していた一団。彼らの「月の国」ではなく「無者の月」を本拠地としている。今作では独立又は組織として変貌している。従来の鉄機武者や鍛錬などといった物ではなく、錬金術と最新のバイオサイエンスによる遺伝子レベルでの操作によるパワーアップを主体としている。武者魂を甘さの根源として蔑視しているが、それが最終的に勝敗の命運を分けることになった。

#### プリンス
次代の破異武立闘の長として「作られた」人工生命体。破異武立闘派の叛多亜が破異武立闘をつくる為に使っていた亜プ皿巣（アプサラス）から武者魂のエネルギーを利用して誕生した。卵生でそれぞれ殻の色が違う。前作最終決戦時にて初登場。
体力の消耗など緊急事態がおきた場合は、エネルギー維持形態ともいうべきミニマムな姿へと変身する事ができるがどちらが本来の姿かどうかは説明ないが、キットでは再現可能。副作用として性格が変わる（ミニマム化）。それぞれ秀でた能力があるが、反面何か一つ劣る所がある。破牙魔Rとして生まれるべく育てられた卵は計4つあったが、うち破牙魔R-01とセットで育てられていた卵が破壊された為、R-02とR-03のプリンスの名は繰り上げと見られる。
破牙魔R-01＜バキマアールゼロワン＞（ガンダムアストレイレッドフレーム)
バッキーの項目を参照。最初に覚醒した破牙魔Rでプリンスの長男。卵は赤、破牙魔王誕生時に再び卵になった際は黒。純粋で短気。
破牙魔R-02＜バキマアールゼロツー＞（ガンダムアストレイゴールドフレーム）
戦闘面を指揮する。ほがらかな性格で戦闘能力は圧倒的に高いが、持久力が無い。卵は黄色。ミニマム化した時は幼児で泣き虫。プリンスの次男。
BB戦士は破牙丸の仕様変更品が講談社スーパーキャラクターフェスティバル2003にて限定発売された。
破牙魔R-03＜バキマアールゼロスリー＞（ガンダムアストレイブルーフレーム）
戦場頭脳（サーバー）として作戦を立案する。純粋な戦闘能力としては01を若干上回る。おしゃべり気味。卵は青。ミニマム化は無いが、零参丸時（下記参照）には目つきがややするどいしっかりもの。プリンスの末弟。
BB戦士での発売は無いが、上記の02と後年発売された三国伝外伝の楽進ガンダムを組み合わせれば再現は可能。
獣王完全体ケルベロス
三人のプリンスが合体した姿。BB戦士でも破牙丸のウルフヘッドを三体分揃えることで細部のデザインは異なるが再現可能。
破牙魔王＜バキマオウ＞
王の卵に選ばれた破牙魔R-02の魂が、王の卵に宿り転生した姿。破牙魔3体の欠点を排除、巨大な風貌に似合わず、スピードが劣る事も無いまさに史上最強の魔王。竜王武神形態という竜の姿に変身する能力を持つ。
バッキー・零弐丸・零参丸
破牙魔王誕生の再、破牙魔としてのデータが摘出され残ったR-01、R-02、R-03の卵が孵化した姿。バッキーは直後に超将軍闘我として生まれ変わる。
R-02、R-03は戦後に孵化し、養い親となった武侍丸の元で暮らしている。破牙魔としての記憶は殆ど無い模様。容姿と性格はミニマム化と同じ。
破牙魔R-ロストナンバー（仮名）
破牙魔R-01とセットで育てられていた卵。前作最終時にて卵の時に破壊された。R-01（バッキー）は彼の分のエネルギーを吸収した為、兄弟の中でもっとも強力な物として生まれてきた。

#### 三鬼道衆
鬼道豪将 悪江璃亜守＜アクエリアス＞ / 新悪江璃亜守＜ネオアクエリアス＞ / 魔悪江璃亜守＜マアクエリアス＞（ガンダムアクエリアス）
影舞乱夢侵攻の際、神槍丸に倒されるが無限法士により神槍丸の部下である世和丸の体と錬金術を用いて蘇生される。
その後無限法士から手に入れた経典により魔悪江璃亜守となり、氷の亜名刃遺武山を襲撃する。
神槍丸の呼びかけで一時的に力を取り戻した世和丸の意志により体を止められ、神槍丸に胸を貫かれ、鳳凰似帝大将軍の鳳凰無限界で倒された。
磁武械＜ジムカイ＞（ジム改）
破牙魔R-01回収の為派遣される。破牙丸の抵抗にあい、回収・捕獲を不可能と判断、彼を反乱因子と認識・削除しようとする。破牙苦羅手で倒された。
悩威影＜ノイエ＞（ノイエ・ジール）
城をも凌ぐ巨大な体を持つ。烈帝城を襲撃した。無者の月からの破異武立闘の誘導を行おうとしたが、鳳凰似帝大将軍の鳳凰双翼撃で倒される。
侮荒路＜ヴァロ＞（ヴァル・ヴァロ）
プラモデルの説明書にのみ登場。

#### その他
岩大砲＜ガンキャノン＞（ガンキャノン）
亜名刃遺武山で武侍丸と戦った破異武立闘。武侍丸の必殺技によって倒された。
災呼＜サイコ＞（サイコガンダム）
具和殿輪亜駆守（グワデンワークス）を襲った破異武立闘。鉄板丸の必殺技によって倒された。
示威武装＜ジーアーマー＞（Gアーマー）
災呼と共に具和殿輪亜駆守を襲った破異武立闘。2機いる。鉄板丸によって叩き落された。
粗苦＜ゾック＞（ゾック）
鎧工廠に保管されている鎧を奪おうとした破異武立闘。鎧を積んだ船を怒貫丸の場覧化乱で解体された。
御豪鬼頑駄無＜ゴゴウキガンダム＞（ガンダム5号機）
烈帝城の城代家老。城を自分の物にしてもらうことを条件に破異武立闘の手先となった。火威獣丸の必殺技で倒される。
怒羅蝿＜ドラッツェ＞（ドラッツェ）
悩威影の背面から出撃する破異武立闘。
無者の月＜デスムーン＞（ハロ）
天宮の遥か上空に浮かぶ破異武立闘の本拠地。正体は巨大な破異武立闘。破牙丸により機能を停止し緑化した。

### 時攻流
無限法士（ブルーディスティニー1号機 ＋ イフリート改）
時防流と対をなす流派の法士。堕悪闇軍団や叛多亜武者を陰で操っていた黒幕。鳳凰似帝を発動させた超将爆牙に倒された。